# Joseph Hilligsmann
Joseph Hilligsmann, né le 19 janvier 1955, est un homme politique belge, membre de Pro Deutschsprachige Gemeinschaft (ProDG).

## Biographie
Joseph Hilligsmann nait le 19 janvier 1955.
Lors des élections régionales de 2019, il est élu député au Parlement de la Communauté germanophone de Belgique.
Le 24 janvier 2022, il arrête de siéger pour profiter davantage de sa retraite.